# Kathy Kleiman
Kathy Kleiman ou Kathryn Kleiman née le 3 juin 1964 à Washington est programmeuse en sécurité informatique, avocate et défenseuse des droits numériques. En 1986, elle découvre que les personnes qui ont programmé l'ENIAC, le premier ordinateur, en 1946 sont six femmes à savoir Betty Holberton, Kathleen Antonelli, Jean Bartik, Ruth Teitelbaum, Frances Spence et Marlyn Meltzer.

## Biographie
En 1987, elle obtient un Bachelor of Arts en informatique à l'Université d'Harvard. Elle travaille à Wall Street, en sécurité informatique. Elle gère la sécurité des données lors des communications internationales. Elle programme des bases de données de grande échelle. Elle audite la sécurité des données. Elle prépare des plans de récupération de données après un incident.
En 1993, elle obtient un doctorat en droit à l'Université de Boston. Elle dirige le département de droit et de gouvernance d'Internet au sein du cabinet d'expertise de Fletcher, Heald & Hildreth.
Elle est l'une des premières avocates à intervenir sur la législation et la gouvernance d'internet. Kathy Kleiman est experte sur la question du domaine de premier niveau générique (gTLD), les résolutions de noms de domaine, la propriété intellectuelle et la protection de la liberté d'expression en ligne. En 1998, elle fait partie des personnes qui créent la Internet Corporation for Assigned Names and Numbers (ICANN). Elle fonde avec Barbara Simon et Milton Mueller le Non Commercial Users Constituency (NCUC) pour représenter les usages non-commerciaux au sein de l'ICANN.
En 2010, elle dirige le Public Interest Registry. Il s'agit de l'organisation non gouvernementale qui administre le domaine .org.
Kathy Kleiman fait partie des membres fondateurs de Domain Name Rights Coalition (en), organisation fondée en 1996 afin de protéger les particuliers, les utilisateurs et les petites entreprises. En 2018, Kathy Kleiman devient la présidente.

## Les programmeuses de l'ENIAC
Dans les années 1980, Kathy Kleiman remarque que plus elle avance dans ses études, moins il y a de femmes. Elle se demande alors si les femmes ont leur place dans l'informatique. Elle recherche des modèles qui pourraient l'inspirer. Elle mene des recherches aux archives de l'ENIAC. C'est un projet tenu secret pendant la Seconde Guerre mondiale, de l'US Army. Cet ordinateur est construit au sein de l'Université de la Pennsylvanie, à Philadelphie. Elle observe la présence de femmes et d'hommes sur des clichés photographiques. Seuls les noms des hommes sont en légende. Elle montre les photos à la fondatrice et conservatrice du Computer History Museum à Boston. Celle-ci lui répond qu'il s'agit de mannequins. Kathy Kleiman ne croit pas à cette version. Elle contacte différentes personnes à l'université de Pennsylvanie. En 1986, elle est invitée à participer au 40ème anniversaire de l'ENIAC. Elle se retrouve dans une salle à Philadelphie pour célébrer l'anniversaire du premier ordinateur. Elle écoute des groupes d'hommes qui racontent comment ils avaient construit l'ENIAC. Elle repère un groupe de femmes. Celles-ci parlent d'un bogue dans le programme qu'elles avaient trouvé la nuit précédant la première démonstration publique de l'ENIAC. Il s'agissait des femmes qui étaient sur les photos. C'étaient les premières programmeuses de l'histoire.
Frances Snyder Holberton, Jean Jennings Bartik, Kathleen McNulty Mauchly Antonelli, Marlyn Wescoff Meltzer, Ruth Lichterman Teitelbaum et Frances Bilas Spence sont calculatrices. Elles effectuent des calculs balistiques. Chaque calcul prend une quarantaine d'heures. Elles sont recrutées pour programmer l'ENIAC à partir des schémas de câblage. Elles suivent chaque élément de données, le câblent dans un panneau puis déplacent le résultat par câble vers un panneau de stockage. Elles programment la première machine  pour calculer une trajectoire balistique. Lorsque l'ENIAC est présenté à la presse et au public en 1946, personne ne fait mention des six programmeuses.
Dix ans après, en 1996, lors du 50ème anniversaire de l'ENIAC, les six programmeuses sont toujours ignorées. Kathy Kleiman décide alors de faire des recherches et d'enregistrer les témoignages de ces femmes. En 2014, elle réalise le documentaire The Computers. Pour Kathy Kleiman, les programmeuses de l'ENIAC l'ont inspiré, l'ont soutenu et lui ont permis de continuer ses études et sa carrière en informatique. Elle espère que le domaine du numérique devienne accessible à toutes les personnes.
En 2008, Jean Bartik est intronisée membre du Computer History Museum aux côtés de Linus Torvalds, qui a créé Linux, et de Robert Metcalfe, qui a créé Ethernet.
En 2022, Kathy Kleiman publie Proving Ground. The Untold Story of the Six Women Who Programmed the World’s First Modern Computer.

## Film
- The Computer, 48 min, 2014

## Publication
- (en) Proving Ground. The Untold Story of the Six Women Who Programmed the World’s First Modern Computer, Grand Central Publishing, 26 juillet 2022, 320 p. (ISBN 978-1538718285)

## Distinctions
- Heroines in Technology Lifetime Achievement Award, March of Dimes, 2009[12]
- Internet Commerce Association'S Lonnie Borck Mémorial Award, 2018[2]
- Best Short Documentary, The Computers , Seattle International Film Festival, 2014[8]